# Eesti Ekspress
Eesti Ekspress — эстонская еженедельная газета, выходящая в Таллине с 1989 года. Владелец — AS Eesti Ajalehed, часть медиакомпании Ekspress Grupp. Придерживается либеральной редакционной политики.

## История издания
«Eesti Ekspress» была учреждена в 1989 году журналистом Хансом Луйком, став первой политически независимой газетой в Эстонской Советской Социалистической Республике. Первый номер издания увидел свет 22 сентября того же года.
Данное издание стало одним из первых в позднем СССР, начавших использовать цифровые технологии при публикации своих материалов.
Успех Eesti Ekspress в скором времени привел к тому, что Ханс Луик стал признанным медиамагнатом.
Компания, издающая газету, корпорация Ekspress Grupp стала одной из двух ведущих медиагрупп в Эстонии, а также включает в себя интернет-портал Delfi, еженедельную газету Maaleht и ежедневную Eesti Päevaleht.
Деятельность издания была неоднократно отмечена множеством престижных наград.
С марта 2020 года на территории Эстонии издается русскоязычная газета с одноимённым названием «Эстонский Экспресс», в ней печатаются избранные статьи из множества эстонских газет в переводе и адаптации.
С 2016 года главным редактором Eesti Ekspress являлся известный эстонский журналист Эрик Морра. 
С 1 ноября 2021 года главным редактором газеты стала Мерили Никколо; Эрик Морра продолжил работу в том же издании как ответственный редактор, курирующий статьи на общественные темы.
В 2014 году сотрудники газеты разыграли депутатов Рийгикогу, написав парламентариям открытое письмо с требованием запретить в Эстонии дигидрогена монооксид (одно из названий воды) Многие народные избранники восприняли эту научную шутку всерьёз, став объектами насмешек со стороны населения.
С 2018 года газета занимается проведением Eesti Tipp-40 — национального хит-парада музыкальных новинок Эстонии и мира. Чарт публикуется каждый понедельник.